# Susan Adams (Skeletonpilotin)
Susan Adams, auch bekannt als Susan Speiran, ist eine frühere kanadische Skeletonpilotin.
Susan Speiran war eine erfolgreiche Skeletonfahrerin in der zweiten Hälfte der 1990er Jahre und eine der besten Pilotinnen in der Frühphase des Damen-Weltcups. Mehrfach konnte sie vordere Platzierungen bei Skeleton-Weltcup-Rennen erreichen. So gewann sie im Januar 1998 in Altenberg, wurde im Dezember 1997 in Winterberg und im Februar 1998 in Calgary Zweite als auch im Januar 1997 in La Plagne Dritte. Ihre beste Platzierung im Gesamtweltcup war ein dritter Rang in der Saison 1997/98. Hinter Deanna Panting und Mellisa Hollingsworth holte sie bei den Skeleton-Nordamerikameisterschaften 1997 die Bronzemedaille.